# Calodexia continua
Calodexia continua är en tvåvingeart som beskrevs av Charles Howard Curran 1934. Calodexia continua ingår i släktet Calodexia och familjen parasitflugor. Inga underarter finns listade.